# Megaloblatta insignis
Megaloblatta insignis är en kackerlacksart som först beskrevs av Jean Guillaume Audinet Serville 1839.  Megaloblatta insignis ingår i släktet Megaloblatta och familjen småkackerlackor. Inga underarter finns listade i Catalogue of Life.